# 코멘다도르

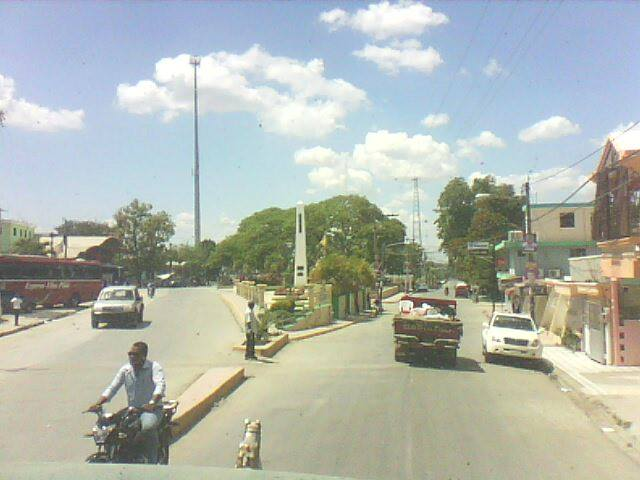

코멘다도르(스페인어: Comendador)는 도미니카 공화국의 도시로 엘리아스피냐 주의 주도이며 면적은 252.93km2, 인구는 43,894명(2012년 기준), 높이는 395m, 인구 밀도는 170명/km2이다. 아이티 국경과 가까운 지점에 위치한다.